# Hans Ulrich von Erlach
Hans Ulrich von Erlach (* 16. Februar 1910 in Bern; † 19. Oktober 2005 in Lausanne; heimatberechtigt in Bern) war ein Schweizer Offizier und Jurist.

## Leben
Von Erlach wurde als Sohn eines Forstingenieurs und von dessen Frau geboren. Sein Grossvater war General Ulrich Wille. Nach der Matura 1929 in Burgdorf studierte er Rechtswissenschaften an den Universitäten in Lausanne, Berlin und Bern. 1935 wurde er zum Dr. iur. promoviert (Thema: Der Rechtsschutz für Armee und Landesverteidigung gegen wehrfeindliche Betätigung (im geltenden schweizerischen Recht und de lege ferenda)).
1937 wurde er Instruktionsoffizier der Infanterie. 1951/52 besuchte er die Infanterieschule der US-Army in Fort Benning. Von 1958 bis 1961 war er Brigadier und Kommandant der Gebirgsbrigade. Von 1958 bis 1966 war er Sektionschef und Unterabteilungschef im Stab der Gruppe für Generalstabsdienste. Von 1967 bis 1975 war er stellvertretender Direktor der Zentralstelle für Gesamtverteidigung.
Er war zweimal verheiratet.

## Schriften (Auswahl)
- 800 Jahre Berner von Erlach. Die Geschichte einer Familie. Benteli, Bern 1989, ISBN 3-7165-0647-8.